# Энке, Эрдман
Эрдман Энке (нем. Erdmann Encke; 26 января 1843, Берлин — 7 июля 1896, Потсдам) — немецкий скульптор, профессор Берлинской академии художеств.

## Биография
Эрдман Энке предположительно являлся потомком Вильгельмины Энке, графини Лихтенау, и короля Пруссии Фридриха Вильгельма II, тем самым состоял в родственных связях с прусским королевским домом. Он обучался художественному мастерству в Берлинской академии искусств под руководством Карла Конрада Альберта Вольфа.
Принадлежа к числу последователей направления Кристиана Даниэля Рауха, он соединяет в своих произведениях строго реалистическую выделку форм с поэтичностью замысла и выразительностью.
Впервые обратив на себя общее внимание большой группой: «Битва древнего германца с двумя галлами», он упрочил за собой известность отличного мастера дальнейшими своими работами, из которых важнейшие — группа «Прощание Одиссея с Пенелопой», фигура молодой девушки, кормящей голубей, бронзовая фигура отца гимнастики, Фридриха Людвига Яна в его берлинском памятнике (1872), бронзовая статуя курфюрста бранденбургского Фридриха I на фасаде новой берлинской ратуши, грациозная мраморная статуя королевы Луизы Августы Вильгельмины Амалии на круглом пьедестале, украшенном великолепным горельефом (согласно ЭСБЕ: «самое замечательное произведение художника», 1882) в берлинском Тиргартене, статуи великого курфюрста и Фридриха Великого в берлинском Цейхгаузе (в зале государей), памятник курфюрсту Иоахиму Бранденбургскому в Шпандау, фигура архангела и мраморные саркофаги императора Вильгельма I и его супруги Августы в мавзолее Шарлоттенбургского дворца (1891—1894), портретные бюсты актрисы Иоганны Яхман-Вагнер, живописцев Карла Штеффека и Карла Эмиля Дёплера, прусской наследной принцессы и других известных персоналий.
Эрдман Энке скончался 7 июля 1896 года в Бабельсберге. Сын Эрдмана Энке Эберхард также стал скульптором.